# Castineta
 Castineta  là một xã ở tỉnh Haute-Corse trên đảo Corse, Pháp.